# 謝爾丁
謝爾丁（德語：Schärding，德語發音：[ˈʃɛʁdɪŋ] ⓘ）是奧地利上奧地利州的城鎮，位於該國北部因河畔，面積4.08平方公里，海拔高度318米，該地區自新石器時代有人類居住，2012年人口4,884。